# 2026-os labdarúgó-világbajnokság-selejtező (CAF – A csoport)
A 2026-os labdarúgó-világbajnokság afrikai selejtezőjének A csoportjának mérkőzéseit 2023 novembere és 2025 októbere között játsszák.
A csoportban Egyiptom, Burkina Faso, Bissau-Guinea, Sierra Leone, Etiópia és Dzsibuti szerepel. A csoport győztese kijut a világbajnokságra. A csoport második helyezettjének lehetősége van a rájátszásba kerülni és játszani az interkontinentális pótselejtezőért, ha a legjobb négy második helyezett között végez.

## Tabella
| Hely. | Csapat        | M | Gy | D | V | G+ | G– | Gk | P  | Továbbjutás                                |     | Egyiptom | Bissau-Guinea | Burkina Faso | Sierra Leone | Etiópia | Dzsibuti |
| ----- | ------------- | - | -- | - | - | -- | -- | -- | -- | ------------------------------------------ | --- | -------- | ------------- | ------------ | ------------ | ------- | -------- |
| 1.    | Egyiptom      | 4 | 3  | 1 | 0 | 11 | 2  | +9 | 10 | Kijut a 2026-os labdarúgó-világbajnokságra |     | —        | –             | 2–1          | –            | –       | 6–0      |
| 2.    | Bissau-Guinea | 4 | 1  | 3 | 0 | 3  | 2  | +1 | 6  | A rájátszás lehetséges résztvevője         |     | 1–1      | —             | –            | –            | 0–0     | –        |
| 3.    | Burkina Faso  | 4 | 1  | 2 | 1 | 7  | 5  | +2 | 5  |                                            |     | –        | 1–1           | —            | 2–2          | –       | –        |
| 4.    | Sierra Leone  | 4 | 1  | 2 | 1 | 4  | 5  | −1 | 5  |                                            | 0–2 | –        | –             | —            | –            | 2–1     |          |
| 5.    | Etiópia       | 4 | 0  | 3 | 1 | 1  | 4  | −3 | 3  |                                            | –   | –        | 0–3           | 0–0          | —            | –       |          |
| 6.    | Dzsibuti      | 4 | 0  | 1 | 3 | 2  | 10 | −8 | 1  |                                            | –   | 0–1      | –             | –            | 1–1          | —       |          |

## Mérkőzések
| 2023. november 15. 20:00 (UTC+1) |

| Etiópia | 0–0         | Sierra Leone |
| ------- | ----------- | ------------ |
|         | Jegyzőkönyv |              |

| Ben M'Hamed El Abdi Stadium, El Jadida (Marokkó) Játékvezető: Celso Alvação (mozambiki) |

| 2023. november 16. 18:00 (UTC+2) |

| Egyiptom                                                    | 6–0               | Dzsibuti |
| ----------------------------------------------------------- | ----------------- | -------- |
| Szaláh 17' 22' (11-esből) 48' 69' Mohamed 73' Trézéguet 89' | (2–0) Jegyzőkönyv |          |

| Kairói Nemzetközi Stadion, Kairó Nézőszám: 6000 Játékvezető: Jelly Chavani (dél-afrikai) |

| 2023. november 17. 20:00 (UTC+1) |

| Burkina Faso | 1–1               | Bissau-Guinea |
| ------------ | ----------------- | ------------- |
| Traoré 61'   | (0–1) Jegyzőkönyv | Baldé 20'     |

| Stade de Marrakech, Marrákes (Marokkó) Játékvezető: Alhadi Allaou Mahamat (csádi) |

| 2023. november 19. 16:00 (UTC±0) |

| Sierra Leone | 0–2               | Egyiptom          |
| ------------ | ----------------- | ----------------- |
|              | (0–1) Jegyzőkönyv | Trézéguet 18' 62' |

| Samuel Kanyon Doe Sports Complex, Paynesville (Libéria) Nézőszám: 8916 Játékvezető: Jean-Jacques Ndala Ngambo (Kongói DK) |

| 2023. november 20. 15:00 (UTC+2) |

| Dzsibuti | 0–1               | Bissau-Guinea |
| -------- | ----------------- | ------------- |
|          | (0–1) Jegyzőkönyv | Rodrigues 39' |

| Al Salam Stadion, Kairó (Egyiptom) Nézőszám: 35 Játékvezető: Mohamed Athoumani (Comore-szigeteki) |

| 2023. november 21. 20:00 (UTC+1) |

| Etiópia | 0–3               | Burkina Faso                                 |
| ------- | ----------------- | -------------------------------------------- |
|         | (0–1) Jegyzőkönyv | Touré 39' Traoré 78' (11-esből) Ouattara 90' |

| Ben M'Hamed El Abdi Stadion, El Jadida (Marokkó) Nézőszám: 385 Játékvezető: Lamin Jammeh (gambiai) |

| 2024. június 5. 17:00 (UTC+1) |

| Sierra Leone          | 2–1               | Dzsibuti              |
| --------------------- | ----------------- | --------------------- |
| Davies 12' Kargbo 51' | (1–1) Jegyzőkönyv | Dadzie 35' (11-esből) |

| Ben M'Hamed El Abdi Stadium, El Jadida (Marokkó) Nézőszám: 250 Játékvezető: Godfrey Nkhakananga (malawi) |

| 2024. június 6. 22:00 (UTC+3) |

| Egyiptom        | 2–1               | Burkina Faso  |
| --------------- | ----------------- | ------------- |
| Trézéguet 3' 8' | (2–0) Jegyzőkönyv | L. Traoré 57' |

| Kairói Nemzetközi Stadion, Kairó Nézőszám: 65 000 Játékvezető: Peter Waweru (kenyai) |

| 2024. június 6. 16:00 (UTC±0) |

| Bissau-Guinea | 0–0         | Etiópia |
| ------------- | ----------- | ------- |
|               | Jegyzőkönyv |         |

| Estádio 24 de Setembro, Bissau Játékvezető: Djindo Louis Houngnandande (benini) |

| 2024. június 9. 17:00 (UTC+1) |

| Dzsibuti   | 1–1               | Etiópia     |
| ---------- | ----------------- | ----------- |
| Dadzie 29' | (1–1) Jegyzőkönyv | Wondimu 31' |

| Ben M'Hamed El Abdi Stadium, El Jadida (Marokkó) Nézőszám: 100 Játékvezető: Chelanget Sabila (ugandai) |

| 2024. június 10. 16:00 (UTC±0) |

| Bissau-Guinea | 1–1               | Egyiptom   |
| ------------- | ----------------- | ---------- |
| Baldé 42'     | (1–0) Jegyzőkönyv | Szaláh 70' |

| Estádio 24 de Setembro, Bissau Játékvezető: Mahmood Ali Mahmood Ismail (szudáni) |

| 2024. június 10. 19:00 (UTC±0) |

| Burkina Faso                            | 2–2               | Sierra Leone            |
| --------------------------------------- | ----------------- | ----------------------- |
| Ouattara 41' L. Traoré 45+2' (11-esből) | (2–0) Jegyzőkönyv | Kargbo 58' Bakayoko 88' |

| Stade du 26 Mars, Bamako (Mali) Játékvezető: Lahlou Benbraham (algériai) |

| 2025. március 20. 16:00 (UTC±0) |

| Sierra Leone                            | 3–1               | Bissau-Guinea |
| --------------------------------------- | ----------------- | ------------- |
| Bundu 19' Mu. Kamara 61' I. Turay 90+6' | (1–0) Jegyzőkönyv | Monteiro 68'  |

| Samuel Kanyon Doe Sports Complex, Paynesville (Libéria) Nézőszám: 6443 Játékvezető: Daniel Nii Laryea (ghánai) |

| 2025. március 21. 17:00 (UTC+1) |

| Burkina Faso                                              | 4–1               | Dzsibuti                |
| --------------------------------------------------------- | ----------------- | ----------------------- |
| Tiendrébéogo 12' B. Traoré 33' Zougrana 47' L. Traoré 67' | (2–0) Jegyzőkönyv | Akinbinu 88' (11-esből) |

| Ben M'Hamed El Abdi Stadium, El Jadida (Marokkó) Nézőszám: 244 Játékvezető: Abdel Aziz Bouh (mauritániai) |

| 2025. március 21. 22:00 (UTC+1) |

| Etiópia | 0–2               | Egyiptom           |
| ------- | ----------------- | ------------------ |
|         | (0–2) Jegyzőkönyv | Salah 31' Zizo 40' |

| Larbi Zaouli Stadium, Casablanca (Marokkó) Nézőszám: 300 Játékvezető: Patrice Milazar (mauritiusi) |

| 2025. március 24. 16:00 (UTC±0) |

| Bissau-Guinea | 1–2               | Burkina Faso     |
| ------------- | ----------------- | ---------------- |
| Banjaqui 36'  | (1–1) Jegyzőkönyv | L. Traoré 6' 73' |

| Estádio 24 de Setembro, Bissau Nézőszám: 6443 Játékvezető: Samuel Uwikunda (ruandai) |

| 2025. március 24. 22:00 (UTC+1) |

| Etiópia                                                    | 6–1               | Dzsibuti     |
| ---------------------------------------------------------- | ----------------- | ------------ |
| Desta 19' 52' 70' (11-esből) Nassir 34' 37' 58' (11-esből) | (3–0) Jegyzőkönyv | Akinbinu 51' |

| Ben M'Hamed El Abdi Stadium, El Jadida (Marokkó) Nézőszám: 100 Játékvezető: Luxulo Badi (dél-afrikai) |

| 2025. március 25. 21:00 (UTC+2) |

| Egyiptom   | 1–0               | Sierra Leone |
| ---------- | ----------------- | ------------ |
| Zizo 45+2' | (1–0) Jegyzőkönyv |              |

| Kairói Nemzetközi Stadion, Kairó Játékvezető: Ahmad Heeralall (mauritiusi) |

| 2025. szeptember |

| Bissau-Guinea | – | Sierra Leone |
| ------------- | - | ------------ |
|               |   |              |

|  |

| 2025. szeptember |

| Dzsibuti | – | Burkina Faso |
| -------- | - | ------------ |
|          |   |              |

|  |

| 2025. szeptember |

| Egyiptom | – | Etiópia |
| -------- | - | ------- |
|          |   |         |

|  |

| 2025. szeptember |

| Burkina Faso | – | Egyiptom |
| ------------ | - | -------- |
|              |   |          |

|  |

| 2025. szeptember |

| Bissau-Guinea | – | Dzsibuti |
| ------------- | - | -------- |
|               |   |          |

|  |

| 2025. szeptember |

| Sierra Leone | – | Etiópia |
| ------------ | - | ------- |
|              |   |         |

|  |

| 2025. október |

| Dzsibuti | – | Egyiptom |
| -------- | - | -------- |
|          |   |          |

|  |

| 2025. október |

| Sierra Leone | – | Burkina Faso |
| ------------ | - | ------------ |
|              |   |              |

|  |

| 2025. október |

| Etiópia | – | Bissau-Guinea |
| ------- | - | ------------- |
|         |   |               |

|  |

| 2025. október |

| Burkina Faso | – | Etiópia |
| ------------ | - | ------- |
|              |   |         |

|  |

| 2025. október |

| Dzsibuti | – | Sierra Leone |
| -------- | - | ------------ |
|          |   |              |

|  |

| 2025. október |

| Egyiptom | – | Bissau-Guinea |
| -------- | - | ------------- |
|          |   |               |

|  |